# Ruka
Rukatunturi ou Ruka est une colline d'environ 500 mètres de hauteur et un quartier de Kuusamo en Finlande. Elle est située au nord-est du pays dans la région d'Ostrobotnie du Nord.

## Présentation
À Rukatunturi vivent 17 000 habitants sur une superficie de près de 6 000 km2 ce qui en fait la 3e ville la plus étendue de la Finlande.

## Domaine skiable
Ruka est une station de sports d'hiver. Le dénivelé maximal est de 201 mètres. La plus longue piste mesure 1 000 mètres. Il est possible d'y pratiquer le ski nocturne les vendredis de 19h à 23h, sur 24 km de pistes.
La station se trouve à 25 kilomètres au nord du centre-ville, sur les pentes du mont Rukatunturi, le plus haut sommet de la région (492 mètres d'altitude).
La station dispose d'une trentaine de pistes de ski alpin pour la saison hivernale et offre l'été des opportunités de balades, randonnées, notamment le Karhunkierros ou « Circuit de l'ours », ou sorties à vélo.
Dans la station de Ruka se trouve le tremplin de saut à ski de Rukatunturi, le plus grand de Finlande, où fait annuellement étape la Coupe du monde de saut à ski.
La saison de ski est, avec plus de deux cents jours, la plus longue du pays[réf. nécessaire], elle commence à la mi-octobre pour se terminer à la mi-juin.

## Évènements accueillis
- Championnats du monde de ski acrobatique 2005
- Coupe du monde de saut à ski